# Šintoismus

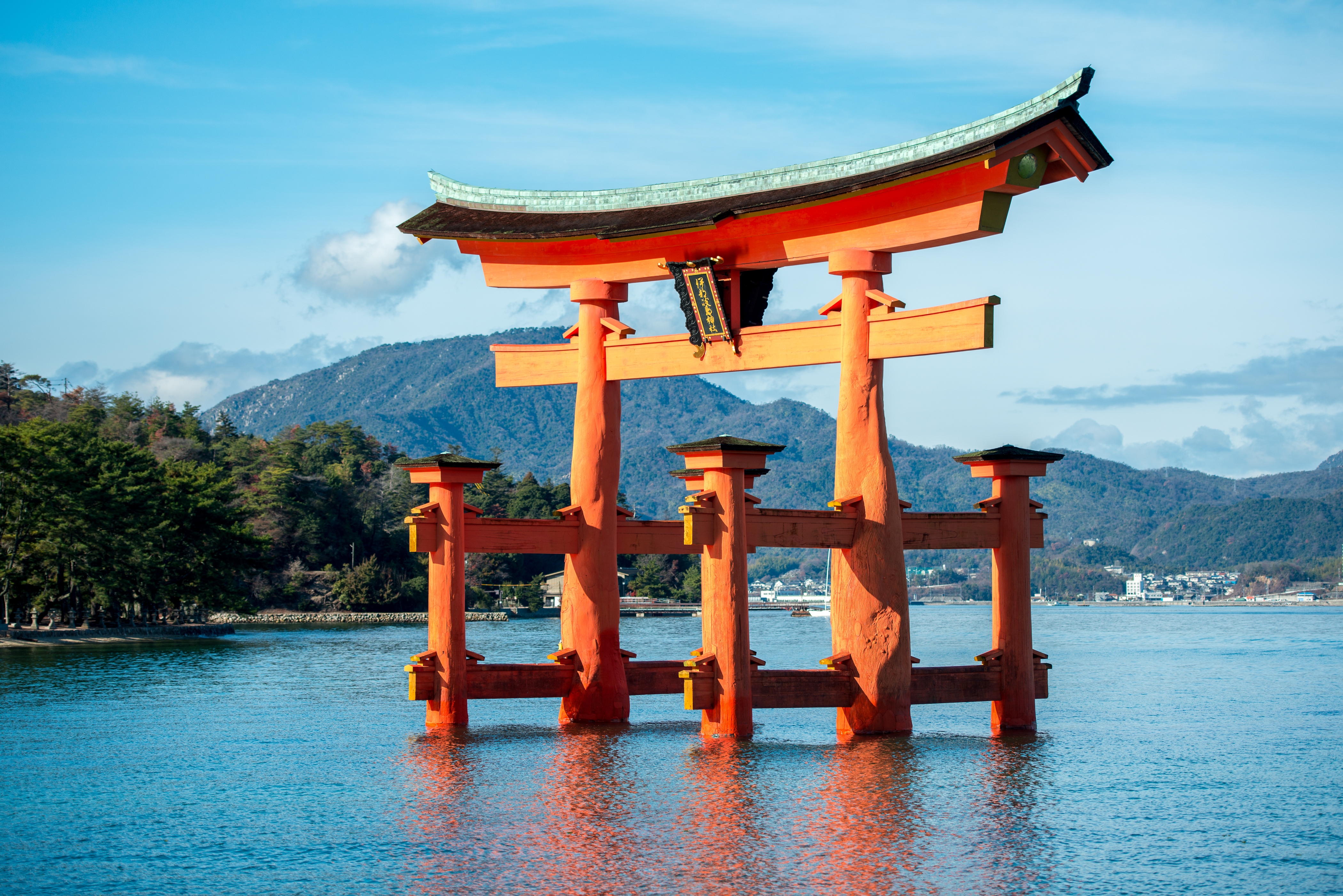
Brána torii ve svatyni Icukušima

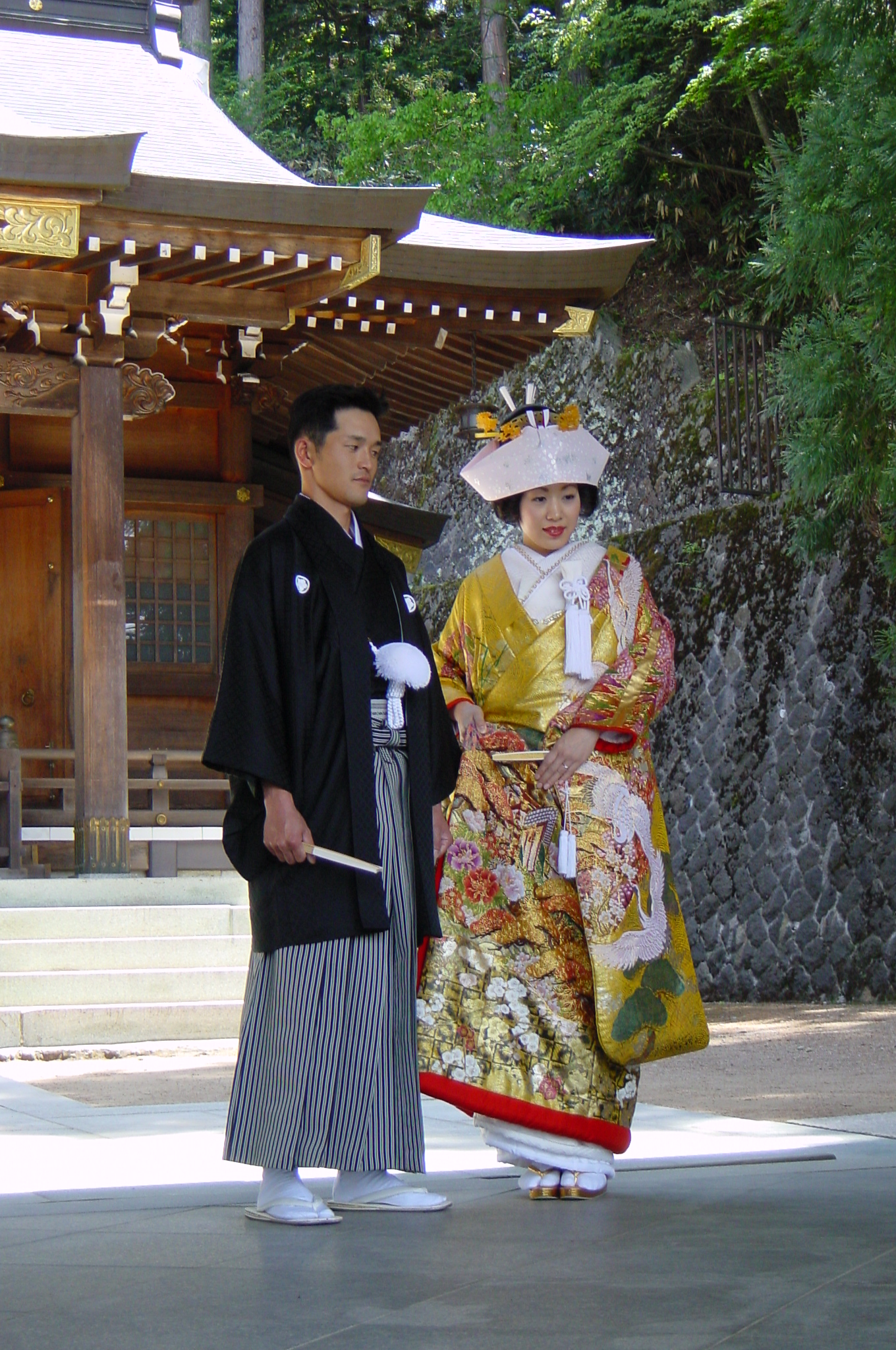
Ženich a nevěsta při šintoistickém svatebním obřadu

Šintó (japonsky 神道; Šintó, v češtině označováno jako šintoismus) je původní náboženství Japonska založené na animismu a polyteismu.

## Charakteristika
Jedná se o jediné náboženství vzniklé v Japonsku a dodnes se přes vliv buddhismu a konfucianismu jedná o živé náboženství.[zdroj?]
Šintoismus se podle svého původu silně odlišuje od taoismu a konfuciánství. Šintoismus vznikl ne jako výsledek přeměny filozofického systému, ale v procesu rozvoje primitivních rodovych náboženství (kult předků, kult přírody atd.). Pro šintoismus bylo charakteristické, že zbožštil japonského císaře. Kult císaře byl v roce 1945 sice formálně zrušen, ale zemřelé japonské císaře šintoisté nadále uctívají jako bohy.
Na rozdíl od jiných mnohých náboženství šintó neobsahuje jasný výčet pravidel a dogmat. Šintó lze v současnosti rozdělit do čtyř základních skupin: císařský (neveřejné rituály císařské rodiny), Jinja (nejrozšířenější forma s nejdelší historií, do konce 2. světové války úzce spjato se Státním šintoismem (státní, válečná, nacionalistická forma)), sektářské (čítá 13 forem, vzniklých od počátku 19. století) a lidové šintó (forma rozšířená hlavně na venkově, nemá žádnou větší organizaci).
V dnešní době má šintoismus asi 100 miliónů vyznavačů.
Slovo šintó je složeno ze znaků „šin“ (神) ve významu něčeho, co člověka významně přesahuje svou kvalitou, často pouze nepřesně překládáno jako bůh či duch (stejný znak se dá číst i jako kami) a „tó“ (道) ve významu cesta (stejný znak se používá i pro čínské slovo tao). Proto se o šintó mluví také jako o „cestě bohů“. Samotné slovo pochází až z období Meidži, kdy se šintó stalo státním kultem.

## Historie
V nejstarší japonské kultuře zvané Džómon (7500–300 př. n. l.) byly podle archeologických nálezů uctívány ženské figurky se zvýrazněnými mateřskými atributy. V období Jajoi (300 př. n. l. – 300 n. l.) se objevuje raná forma šintó. Rozmach nastává v období Jamato (250–710 n. l.), kdy pozici kněží získali v období Jamato předáci vládnoucích rodů nazývaných udži, kněz pak byl nazýván udži no kami. Ten měl funkci prostředníka mezi rodem a jeho ochranným kami, udžigami. Tito duchové nebyli historickými, ale mytickými předky a byli uctíváni ve svatyni, kam měli přístup pouze členové udži. Udžigami císařského rodu byla Amaterasu Ómikami, ačkoliv nikdy tak nebyla přímo označována. Později vytvořená udži neměla jako ochranné duchy mytické předky, ale volila si místo nich jiné kami.
Už od rané historie bylo šintó konfrontováno s buddhismem, který se do Japonska dostal v roce 552 (v úvahu připadají i roky 522 a 538) v období Jamato. Obě náboženství spolu koexistovala, kami byli chápáni například jako ochránci buddhistických klášterů. Na druhou stranu někteří mniši věřili, že kami potřebují duchovní ponaučení, a proto postavili na konci 7. století chrám poblíž nejsvatějšího šintoistického místa, svatyně Ise zasvěcené Amaterasu Ómikami. Šintoistické svatyně také byly dány do správy různým buddhistickým sektám. Od 10. století byla populární teorie hondži suidažku považující kami za manifestace buddhistických božstev, například Amaterasu Ómikami se už roku 752 ústy orákula prohlásila za totožnou s Buddhou Vairočanou. Vznikly také synkretické školy jako Rjóbu šintó („Dvojnásobné šintó“) či Sannó ičidžicu šintó. V 15. století zas vznikla opačná teorie propagovaná školou Juiicu šintó (Jediné šintó), jež považovala kami za pravzory buddhů a bódhisattvů. Podle ní je také šintó pramenem konfucianismu a taoismu.
V období Jamato byl šintoismus použit k upevnění státu vládnoucí vrstvou. V období pozdního feudalismu a vznikající buržoazie se v Japonsku, když bylo vyhlášeno období Meidži, opět šintó stalo nástrojem k posílení státu. V letech 1872 až 1945 bylo státním náboženstvím a bylo použito prostřednictvím státních institucí, především škol, k rozvoji japonského nacionalismu. Dobový šintoismus směřoval k snížení vlivu buddhismu. Po prohře Japonska se náboženství odloučilo od státu a roku 1946 se císař vzdal nároku na božskou podstatu.

## Kami a kegare
Ústředním prvkem kultu jsou kami, nejčastěji překládané jako bohové. Síla těchto bohů nemá univerzální zdroj a jsou jí obdařeni jak klasičtí bohové, tak stromy, skály, prameny či nástroje jako nářadí či zbraně. Tato síla může být dána krásou, užitečností či pouze citem toho, jež kami uctívá. Některá kami mají pouze lokální význam, jiná jsou zas uctívána po celém Japonsku. V původním podání kami nemají žádnou podobu.
Existuje také pojem náboženského tabu, kegare, jež odpuzuje kami. Toho znečištění se lze zbavit očistou či dočasným opuštěním společnosti, protože se může přenést na druhé. V norito, modlitebních vyznáních z roku 927, se mezi kegare uvádějí věci jako výkaly, krev, smrt a také oběti přírodních katastrof či lidé, kteří spáchali zločin proti společnosti. V pozdějších dobách se kegare staly i zločiny jako loupež či žhářství. V sexuální oblasti byl zapovězený jen incest a sodomie. Pojetí kegare připomíná i mýtus o Izanagim a Izanami, božských manželích, kteří stvořili japonské ostrovy. V čínské kronice Wej se píše:
„Musejí-li jet na moře, přikáží někomu, aby se nečesal a nemyl, nejedl maso a neobcoval s ženou. To je půst. Skončí-li cesta dobře, bohatě ho odmění, ale potká-li je nemoc nebo neštěstí, domnívají se, že je to proto, že se nedostatečně postil, a zabijí ho.“ Účinným prostředkem na očištění od kegare byla především voda, dokonce se prováděl obřad velké očisty óharae, jenž prováděl císař každý rok jako pokání za provinění, cumi. Cumi v moderní japonštině znamená hřích, ale je to pojem blízký kegare a kromě chtěných provinění jako vražda se do něj řadily i nemoci a přírodní katastrofy. Za nečistou bývá považována i žena, kvůli svému spojení s krví. Přesto v předjamatské společnosti existoval kult šamanek, jenž se postupem času přetransformoval do šintoistických kněžek zvaných miko („chrámová dívka“).

## Svatyně

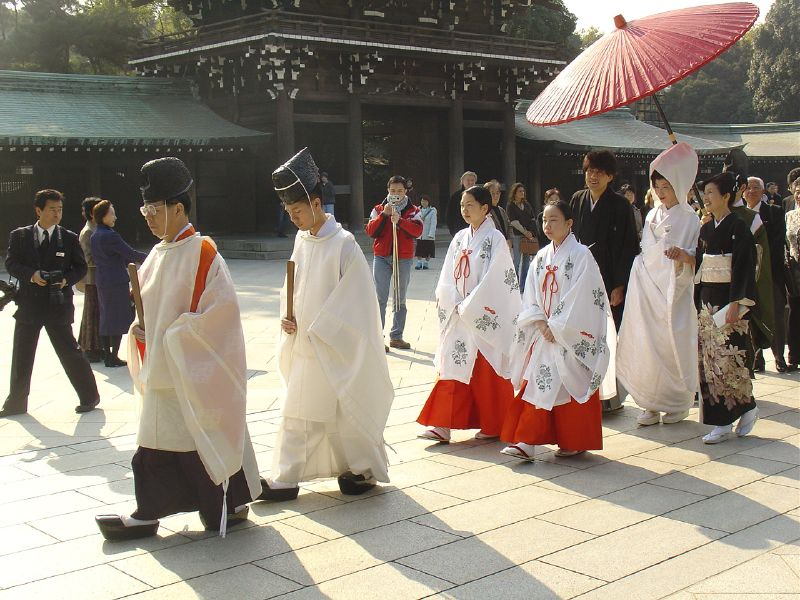
Šintoistická svatyně věnovaná císaři Meidži

V nejstarších dobách se sídlo kami ohraničovalo provazem z rýžové slámy, zvaným šimenawa, čímž se stalo rituálně čisté. Také býval stavěn plot, jenž zcela či částečně zabraňoval pohledu na posvátné místo. Posvátný okrsek také vymezuje v pozdější době brána torii. Provaz šimenawa bývá i na torii, doplněný bílými pruhy papíru gohei, jež se také vážou na větvičky stromů. První svatyně byly tvořeny v období Kofun, ale nejstarší zachované jsou z 11. a 12. století z důvodu zvyku chrámy přestavovat, aby se obnovila jejich rituální čistota. V dnešním Japonsku je několik miliónů šintoistických svatyň, jež se podle tradice po dvaceti letech vždy obnovují.
Zastřešené svatyně zvané mija či džinda mívají podobu běžných obydlí a bývá v nich uložen předmět považovaný za sídlo kami. Tyto svatyně také nebyly shromaždištěm věřících, tím zůstával venkovní prostor. Do chrámu smí vstoupit jen kněz zvaný kannuši.
Mezi posvátná místa patří především svatyně bohyně Amaterasu a boha rýže na Ise, svatyně Heian Džingú a hora Fudži. Další jsou například hora Takačiho, řeka Hi, svatyně Izumo zasvěcená Ókunimušimu, nížina Kantó a průliv Uraga.

## Rituály

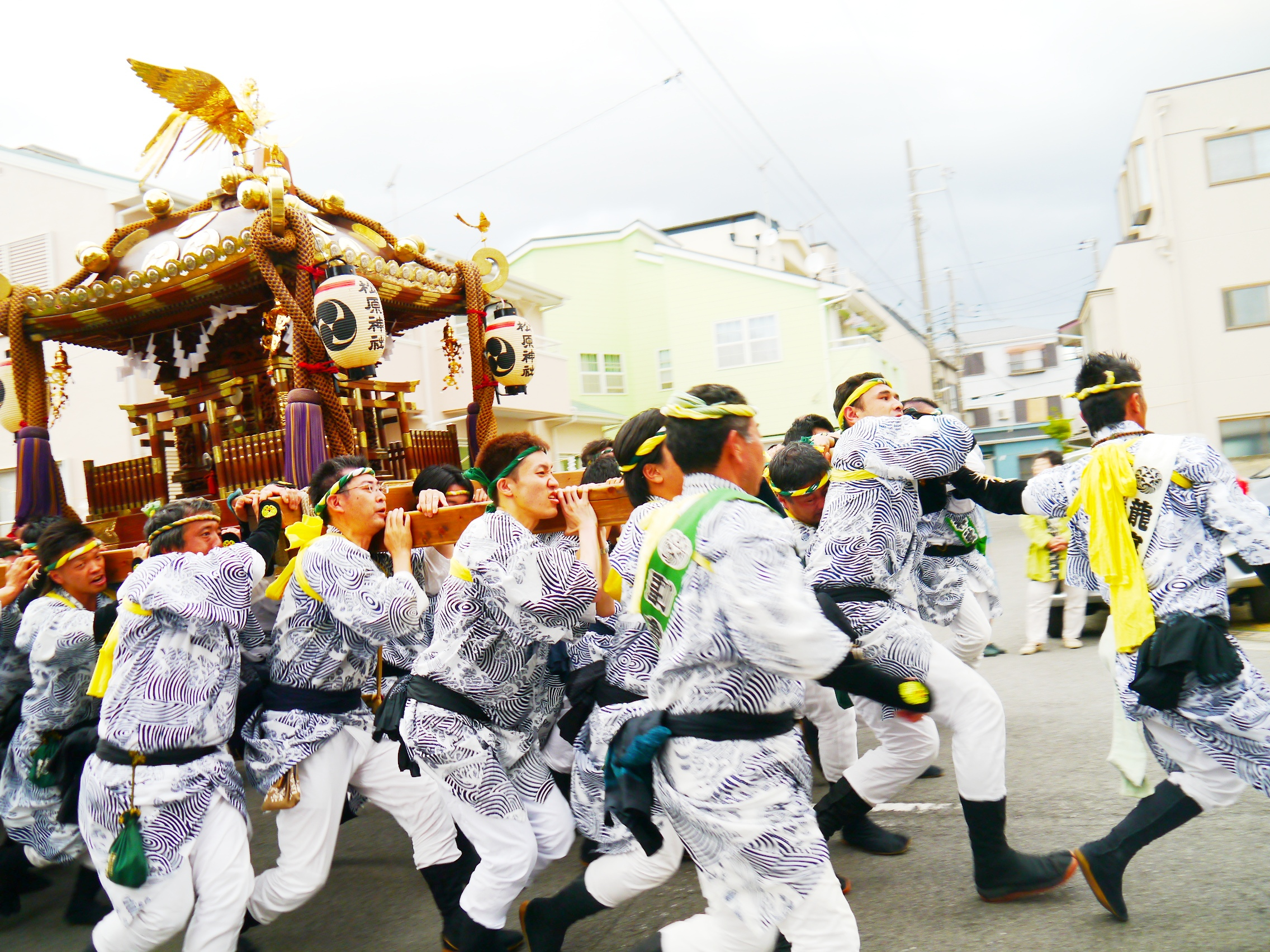
Festival s přenosnou svatyní mikoši

Před vstupem do svatyně je tradicí rituální umytí rukou v bazénku čózuja a vypláchnutí úst bambusovou naběračkou hišaku. Při větším znečištění kegare je nutná celková koupel ledovou vodou nebo delší půst. Před budovou svatyně také věřící dávají mince do dřevěné krabice saisen-bako, dvakrát udeří na gong, dvakrát se ukloní, silně a slabě tlesknou, přednesou božstvu svou prosbu, opět se dvakrát ukloní a ustoupí stranou. Také kupují amulety zvané omamori s ochranou funkcí. Magický význam také mají obrázky ema a papírky s věštbou zvané omikudži.
V domácnostech bývá malý oltář kamidana („polička bohů“), kam mimo jiné nejstarší žena v rodině každé ráno pokládá trochu jídla.
Přesto, že existuje třída kněží a kněžek, nevytvořilo šintó nikdy pevnou církevní organizaci, místo nejvyššího kněze zaujímá císař. Odznakem tohoto postavení jsou kultovní předměty (zrcadlo, meč a náhrdelník), jež bývaly uložené v paláci a později ve svatyni Ise, kde jsou dodnes.
Svatyně taktéž pořádají festivaly, v japonštině macuri s různou tematikou, nejznámějšími jsou asi Džidai macuri (Festival věků) v Kjótu a Tokiu. Bývají pořádány pod širým nebem a obsahují zpěv, hudbu a tanec a mnoho z nich se týká proseb a díků za úrodu. Tehdy se také nosí po ulicích přenosné svatyně mikoši a provádí rituální zápasy mladíků.

## Šintoistické svátky[6]
- 1. ledna – ošógacu (nebo šógacu), šintoistický Nový rok, příležitost k návštěvě chrámů
- 15. ledna – seidžinšiki, den dospělých, před dosažením dospělosti (20 let) navštíví Japonci chrám pro vzdání díků
- 3. února – riššun (setsubun), jarní slavnost označující hranici mezi zimou a jarem, oslavovaná fazolemi
- 3. března – hinamacuri, slavnost panenek, oslava dcer v rodině
- 21. března – šunbunsai, (jinými názvy šuki-sorei-sai, šubun-no-hi, aki-no-higan[7])(v Japonsku i buddhistický[8]) svátek zasvěcený návštěvám hrobů předků,[9] v náboženském ritu i oslavou duchů předků.[7] V Japonsku je státním svátkem a dnem pracovního volna.[8]

- 15. listopadu – šičigosan, slavnost vzdání díků za děti ve věku 7, 5, nebo 3 let, slavená většinou nejbližší možnou neděli
- 23. listopadu – niinamesai, slavnost sklizně, dnes též japonský národní svátek Pracovní Den díkůvzdání

## Literární prameny
Šintó nemá ucelenou teologii ani posvátnou knihu jako je křesťanská Bible, náboženské záznamy, většinou s historickým obsahem vznikly až po příchodu buddhismu. Zdrojem šintoistické mytologie je kompilace kronik Kodžiki (Zápisky o starých věcech) a Nihonšoki (Kronika Japonska) z 8. století, které měly upevnit císařskou moc zdůrazněním její božské podstaty. Kodžiki byla sestavena na příkaz císařovny Gemmei v letech 711–712 a zabývá se stvořením světa, zrozením bohů, jež jsou předci císařské rodiny, a končí smrtí císařovny Suiko v roce 641. Nihonšoki je kronika dokončená v roce 720 silně ovlivněná čínskými a korejskými historickými a mytologickými díly, je součástí kompilace Rikkokuši, Šesti státních kronik Japonska. Obě díla jsou ovlivněna konfuciánstvím, jelikož vznikla v době velkého pronikání čínské kultury. Mezi další zdroje patří Kogóšui (Paběrky dávných příběhů) z roku 807, modlitby norito, zeměpisné záznamy fudoki a antologie japonské poesie Manjóšú (přibližně z roku 760). Pozdějším zdrojem je Jinnó Šótóki (Kroniky skutečných rodokmenů božských císařů) z 14. století.

## Kulturní efekty
Šintó a jeho důraz na harmonii s přírodou vedlo k vzniku typicky japonských uměleckých forem jako je ikebana, tradiční japonská architektura a japonské zahrady. Kultovní význam mají i zápasy sumó, před nimiž kněží zápasiště očišťují vodou a rozhazují sůl. Vliv šintó se odráží i v japonské pop kultuře, především v manga a anime jako je Cesta do fantazie, Amatsuki nebo InuYasha.